# Gevolt
A Gevolt izraeli folk-metal együttes, amely 2001-ben alakult Tel-Avivban. Ők voltak az első együttes, amely a tradicionális jiddis zenét a metallal ötvözte. 2011-es AlefBase című albumuk több nemzetközi magazintól is pozitív kritikákat kapott.

## Diszkográfia
- Sidur (album, 2006)
- Yiddish Metal (promóciós kislemez, 2007)
- AlefBase (album, 2011)
- Khokhotshet (kislemez, 2015)

## Tagok
- Anatholy Bonder – ének (2001–)
- Dmitry Lifshitz – szintetizátor (2006–)
- Vadim Weinstein – dob (2006–)
- Eva Yefremov – hegedű (2008–)

## Korábbi tagok
- Vadim Raitses – gitár (2013–2015)
- Yevgeny Kushnir – gitár (2001–2009)
- Anton Skorohodov – basszusgitár (2013–2015)
- Mark Lekhovitser – basszusgitár (2010–2013)
- Michael Gimmervert – gitár (2009–2013)
- Anna Agre – hegedű (2008–2009)
- Marina Klionski – hegedű (2005–2008)
- Max Mann – basszus (2001–2010)
- Oleg Szumski – dob (2001–2006)